# Olutanga
Olutanga est une localité de la province du Zamboanga Sibugay, aux Philippines. En 2015, elle compte 33 671 habitants.